# Tomás Jerónimo Pedrajas
Tomás Jerónimo Pedrajas (Córdoba, 7 de octubre de 1690-Granada, 1757) fue un platero, escultor y arquitecto español, considerado uno de los artistas más relevantes del siglo XVIII.

## Biografía

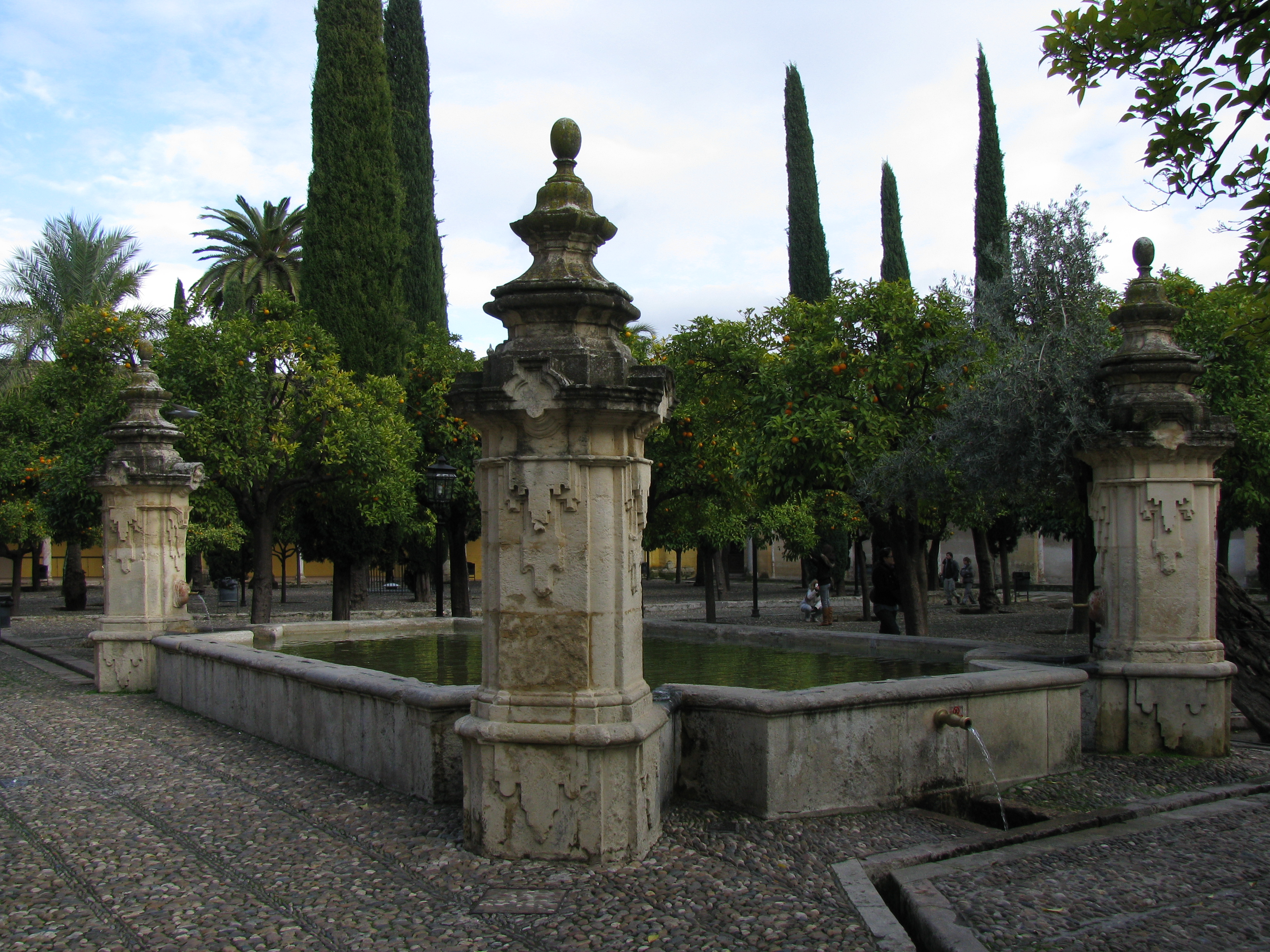
Tanto la fuente de Santa María como la fuente del Cinamomo del patio de los Naranjos de la Mezquita-catedral de Córdoba fueron realizadas por Tomás Jerónimo Pedrajas.

Tomás fue bautizado en la iglesia de San Miguel de Córdoba y, debido a que se desconocían sus progenitores, fue apadrinado por Nicolás Jerónimo Pedrajas, quien le concedió sus apellidos. Contrajo matrimonio el 29 de julio de 1716 con Flora Sánchez de Rueda, hija de Teodosio Sánchez de Rueda, gran retablista granadino, aunque enviudó en poco tiempo y volvió a contraer nupcias con María Josefa Zúñiga y Mesa el 16 de junio de 1726.
Comenzó su vida laboral como orfebre y platero, siendo aceptado en la Congregación de San Eloy en 1719 en calidad de maestro. Su celebridad como orfebre se basa principalmente en la custodia que realizó en Espejo junto Alonso de Aguilar, donde incorporó el estípite como sujeción. En 1735 también se le encargó la custodia de la parroquia de Martos.
En 1725 realizó un proyecto para la nueva parroquia de Santa Marina de Fernán Núñez, mientras que ese mismo año ya aparece como maestro mayor de la Mezquita-catedral de Córdoba, donde diseñó las fuentes de Santa María y del Cinamomo para el patio de los Naranjos y la puerta de la Grada Redonda para el muro este del templo. En 1727 se encontraba trabajando junto a su suegro Teodosio Sánchez de Rueda en el monasterio de Santa María de El Paular de Rascafría, donde realizó, entre otros artefactos, la gran custodia del sagrario, de 24 arrobas de plata y que ocupaba el centro del tabernáculo, desaparecida probablemente durante la «Francesada». El 14 de noviembre de 1733, de regreso en Córdoba, se comprometió a realizar un arca de plata para las reliquias de la Cofradía de los Santos Mártires de la basílica de San Pedro, objeto que no se ha conservado.
En Santaella estuvo a cargo de la construcción de la llamada Casa de las Columnas. En 1735 realizó un tabernáculo para la Colegiata de San Hipólito que tampoco se ha conservado. Participó en el concurso que realizó el Cabildo catedralicio para la realización del coro de la Mezquita-catedral de Córdoba, se presentó junto a Alonso Gómez de Sandoval, aunque finalmente el proyecto fue adjudicado a Pedro Duque Cornejo. En 1750 participó en las trazas de los retablos de la ermita de Nuestra Señora del Valle de Santaella, introduciendo algunos cambios en el retablo mayor.
Falleció en 1757, poco tiempo después de haber sido nombrado maestro platero de la Catedral de Granada.